# Ernst R. Andersson
Ernst Reinhold Andersson, född 18 november 1889 i Varberg, död 4 november 1966, var en svensk skolledare och socialdemokratisk kommunalpolitiker.
Andersson var ursprungligen verksam som typograf på Varbergsposten och aktiv inom fackföreningsrörelsen. Han avlade folkskollärarexamen i Göteborg 1915 och blev folkskollärare i Nyhems municipalsamhälle 1916 och avancerade till överlärare 1920. Han blev ordförande i Snöstorps kommunalfullmäktige 1920 och verkade för municipalsamhällets inkorporering i Halmstads stad, något som genomfördes 1928. Han invaldes i stadsfullmäktige och blev även ledamot av biblioteks- och folkskolestyrelserna.  Han blev vice ordförande i stadsfullmäktige 1930 och efterträdde 1934 Otto Brodin som ordförande i drätselkammaren. Andersson avgick från denna post 1948 och var därefter ordförande i stadsfullmäktige till 1958.